# Groppenbarsch

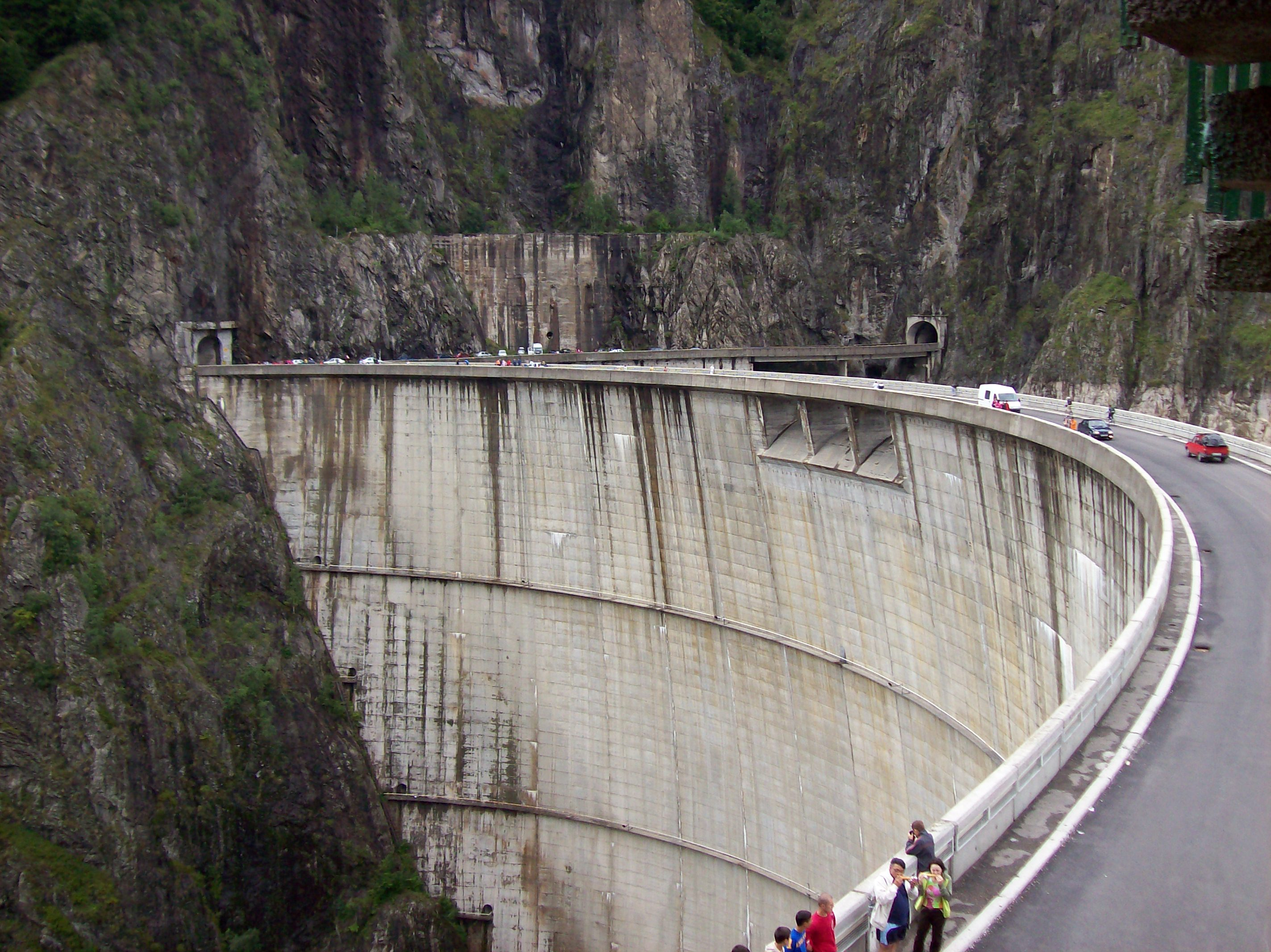
Die 166 m hohe Vidraru-Talsperre durchschneidet das ehemalige Verbreitungsgebiet des Barsches Romanichthys valsanicola im Flusssystem des Argeș. Nun steht der Art nur noch ein 1 km langer Flussabschnitt als Lebensraum zur Verfügung.

Der Groppenbarsch (Romanichthys valsanicola), in romanischen Sprachen auch Asprete genannt, ist ein kleiner flussbewohnender Barsch (Percidae), der in Mittelrumänien nördlich der Donau, im Flusssystem des Argeș und seiner Nebenflüsse Vâlsan und Rîul Doamnei (Frauenfluss), als Endemit verbreitet war. Inzwischen ist sein Lebensraum auf einen kleinen Abschnitt des Flusses Vâlsan beschränkt.

## Merkmale
Der Fisch wird 10 bis maximal 15 Zentimeter lang und besitzt kleine, raue Schuppen. Seine Färbung ist grau und braun marmoriert.
Wegen seiner auch biologisch großen Ähnlichkeit (Konvergenz) mit der Groppe (Cottus gobio) wurde er erst 1957 erstbeschrieben und erhielt den deutschsprachigen Buchnamen „Groppenbarsch“. Von oben betrachtet sieht er mit seinem breiten Kopf einem Groppen-Weibchen tatsächlich sehr ähnlich. Den Einheimischen war er als Asprete (von lat. asper „rau“, vgl. auch den verwandten Fisch Zingel asper, wegen der Rauheit der Schuppen) seit je bekannt. Im Unterschied zu Groppen ist sein Maul kleiner, etwas unterständig und bogenförmig. Die Schwanzflosse ist eingeschnitten, also zweilappig, nicht rundlich wie bei der Groppe.
Flossenformel: D1 VIII–IX, D2 I–II/(13) 14–16, A I/7, P I/12–13; 58–68 Seitenlinienschuppen.

## Lebensweise
Die Art bevorzugt kalte, klare Gebirgsgewässer mit schneller Strömung. Sie versteckt sich tagsüber unter Steinen, wo sie durch ihre Färbung gut getarnt ist. Ihre Bewegungen betragen tagsüber nur wenige Meter. Hauptsächlich in der Nacht sucht sie den Boden, meist über Schotter und Kies, nach im Wasser lebenden Insektenlarven ab. Die Art ernährt sich hauptsächlich von Steinfliegen-, Köcherfliegen- und Eintagsfliegenlarven.
Die Laichzeit ist zwischen Mai und Juni. 120 bis 150 Eier werden auf Felsen und unter Steinen abgelegt. Die Oberfläche der weißlich-durchscheinenden Eier weist eine wabenartige Struktur auf.

## Verbreitungsgebiet und Gefährdung

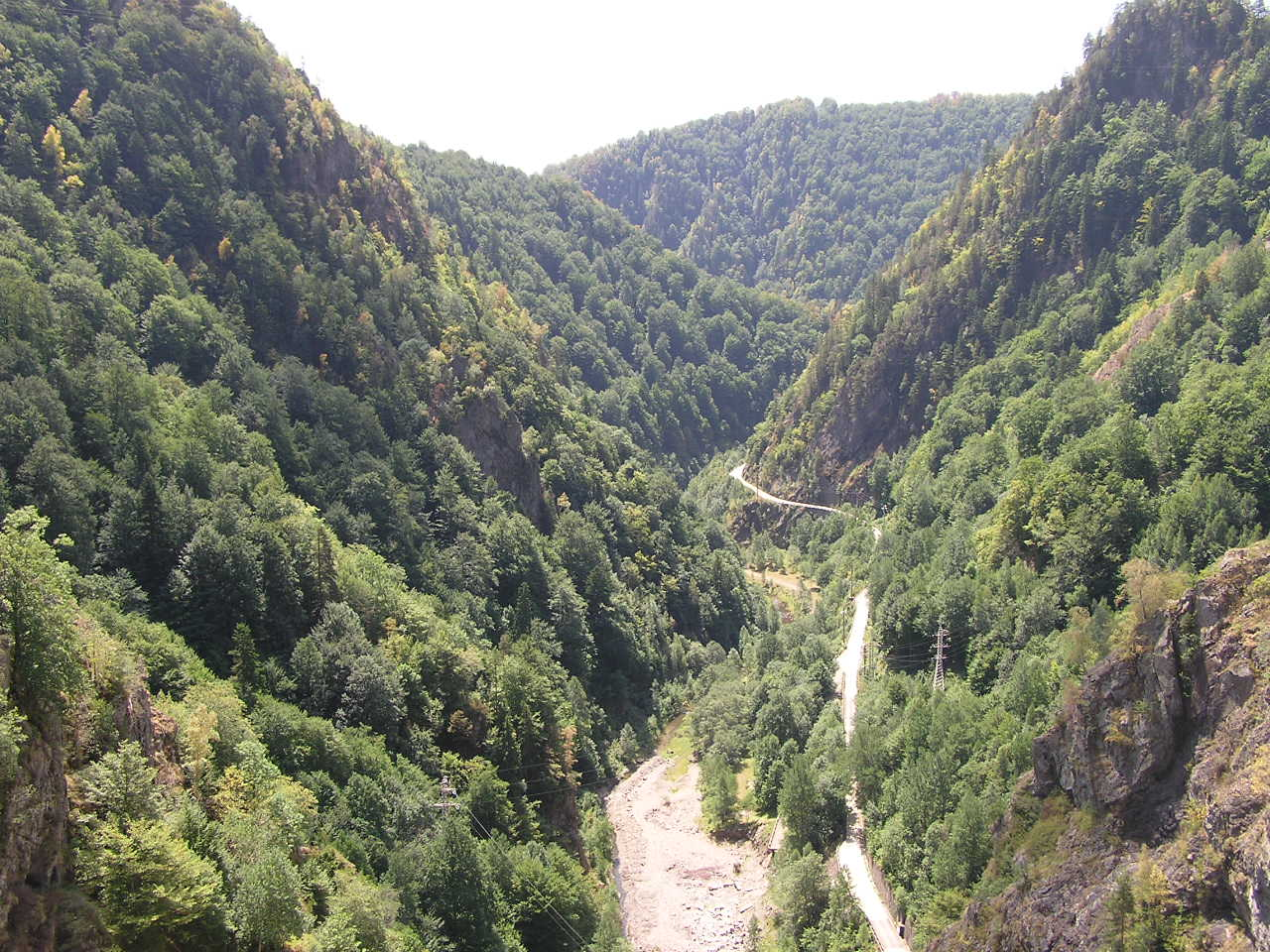
Unterhalb des Staudamms hat der Groppenbarsch keine Lebensmöglichkeit mehr, weil in periodischen Abständen Schlamm und Sand vom Grund des Stausees abgelassen werden müssen.

Der Groppenbarsch wird seit 1991 als der am meisten vom Aussterben bedrohte Fisch in Europa bezeichnet. Vor dem Beginn der Eiszeit war er in der Paläarktis weit verbreitet, nach dem Ende der Eiszeit verblieb ein Reliktareal in den Oberläufen einiger Nebenflüsse der Donau in Rumänien. Aus dem größten Teil dieses Verbreitungsgebietes wurde er in jüngster Zeit durch schädliche Abwässer, Schotterentnahmen und Dämme verdrängt. Sehr wahrscheinlich besteht auch ein Konkurrenz-Verhältnis zum im selben Biotop lebenden Cottus.- Nach dem Bau des 166 Meter hohen Vidraru-Staudamms im Jahr 1965 erloschen die Populationen im aufgestauten Argeș und dem Râul Doamnei, einem kleineren Zufluss des Stausees. Unterhalb der Talsperre ist zu wenig Wasser vorhanden, um das Überleben der Fischart zu gewährleisten. Nur in einem weiter südlich gelegenen Nebenfluss des Argeș, dem Vâlsan, gibt es oberhalb des Dorfes Bradet noch einen rund 1 km langen Flussabschnitt, der als Rückzugsgebiet für die Art dient. Der Fluss Vâlsan wurde jedoch ebenfalls im Oberlauf gestaut, so dass die Restpopulation von der kontinuierlichen Wasserzufuhr aus dem Stausee abhängig ist. Romanichthys valsanicola wurde durch diese Baumaßnahmen zur Fischart mit dem kleinsten Verbreitungsgebiet in Europa. 1995 wurde der Gesamtbestand auf weniger als einhundert Individuen geschätzt. In ihrem heute bestehenden Lebensraum ist die Art wegen ihrer geringen Individuenzahl durch jedes Hochwasser beeinträchtigt, das den Laich und die Fische in zum Überleben ungeeignete Flussstrecken abdriftet. Maßnahmen zur Erhaltung des Groppenbarsches wurden ab 1999 durch ein EU-LIFE-Programm gefördert. Das Bundesamt für Naturschutz in Bonn führte erfolgreiche Nachzuchtversuche durch. Die Art wird von der IUCN seit 1996 als vom Aussterben bedroht („Critically Endangered“) eingestuft.

## Taxonomie und Systematik
Romanichthys valsanicola ist monotypisch, d. h., es handelt sich um die einzige Art in der Gattung Romanichthys. Diese wurde 1957 gleichzeitig mit der Erstbeschreibung der Art errichtet und bedeutet so viel wie „rumänischer Fisch“. Das Artepitheton valsanicola weist auf sein Vorkommen im Vâlsan hin.
Seine Anatomie legt eine Herleitung von Sander- und Zingel-Ahnen nahe, was auch durch phylogenetische Untersuchungen gestützt wird. Mit diesen beiden Gattungen wird Romanichthys valsanicola innerhalb der Echten Barsche zur Unterfamilie Luciopercinae zusammengefasst.